# Fouta Djallon

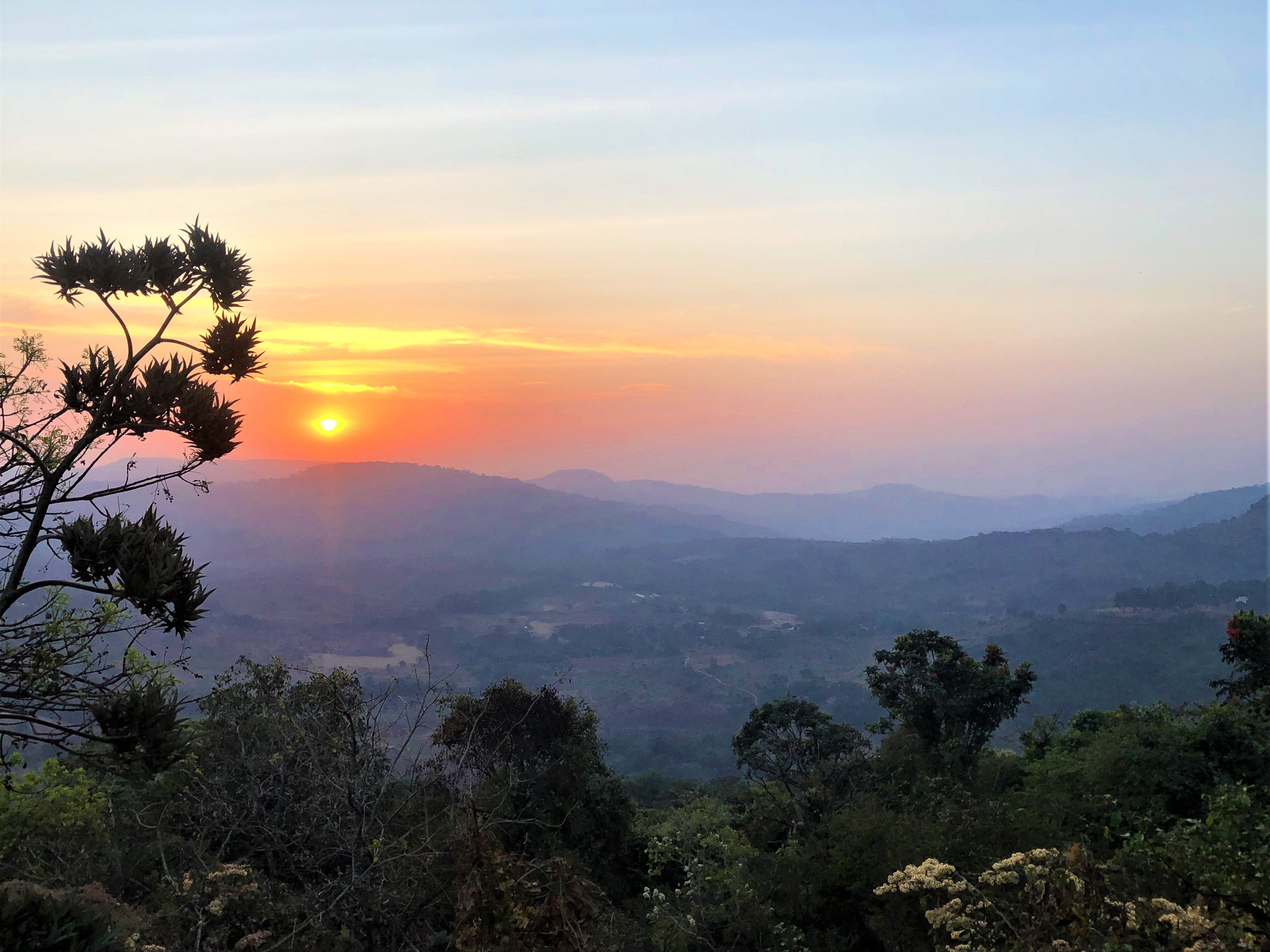
Aussicht nach Süden in Dalaba (Dezember 2020)

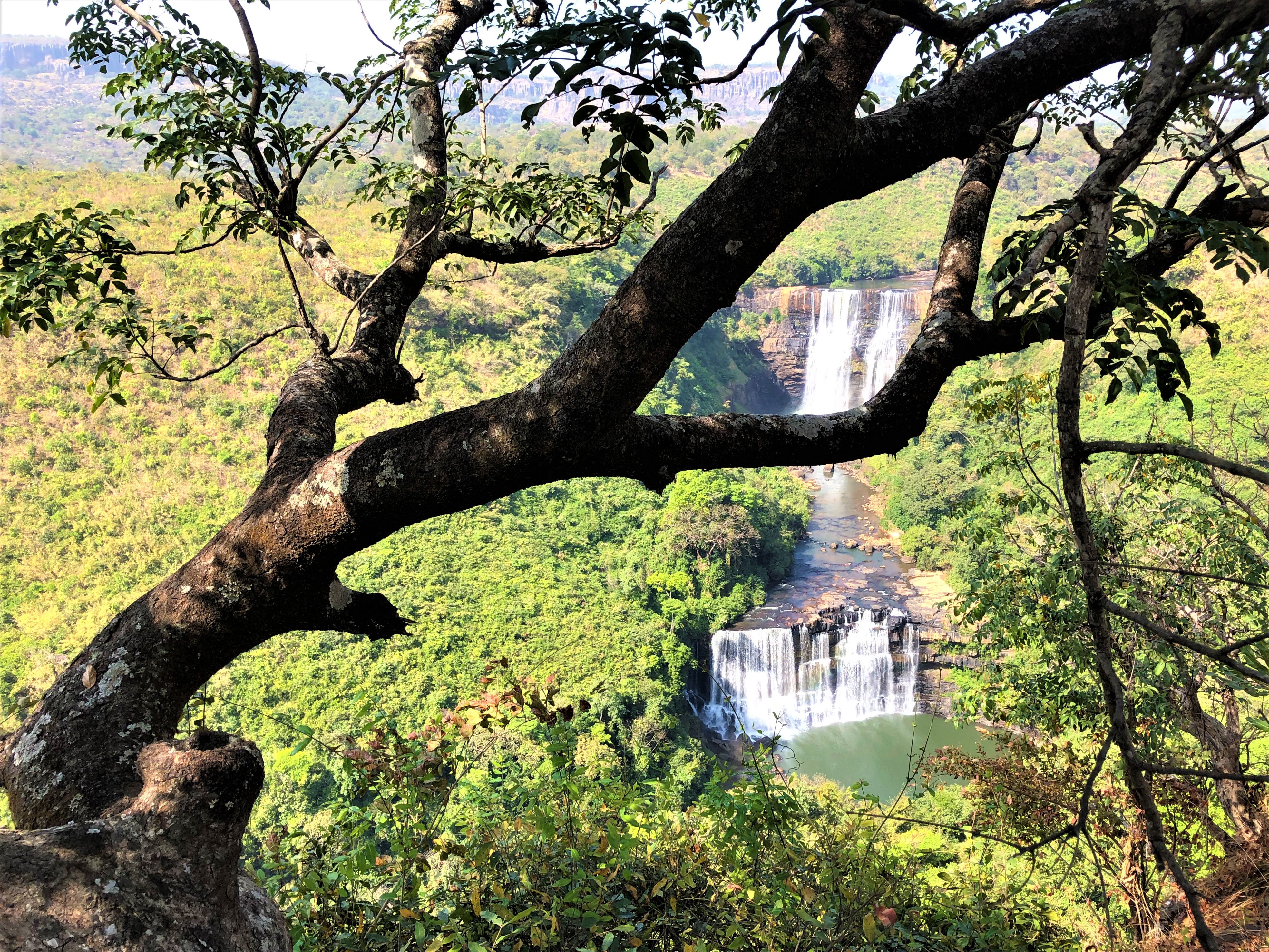
Wasserfälle von Kambadaga (Dezember 2020)

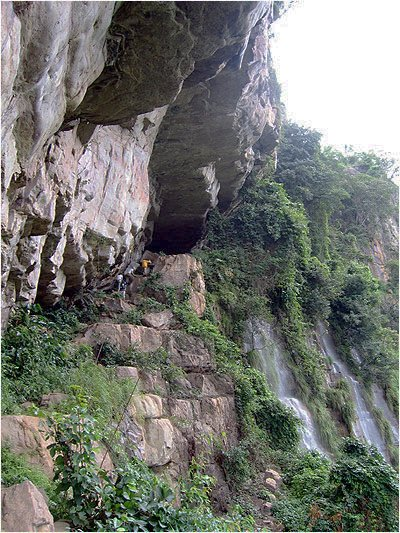
Canyon im Fouta Djallon

Das Fouta Djallon [futadʒaˈlɔ̃], deutsch Futa Dschalon (Alternativschreibungen: Futa Jalon, Futa Djalon, Fouta Djalon) ist ein Bergland in Guinea (Westafrika). Es ist ferner eine der vier inoffiziellen, geografisch definierten Regionen des Landes. Ein Alternativname ist Mittelguinea (französisch Moyenne Guinée, zone du Fouta Djalon). Wirtschaftliches und kulturelles Zentrum der Region ist die Stadt Labé.

## Geographie
Das Fouta Djallon befindet sich im Zentrum des Staats auf der Oberguineaschwelle. Das Bergland hat eine Ausdehnung von etwa 47.000 km² und hier liegen einige der höchsten Berge und Erhebungen in Guinea. Die höchste Erhebung heißt Mont Loura oder Tamgué (1538 m) und liegt nördlich von Labé in der Nähe von Mali Ville. Die Landschaft, die aufgrund der schleppenden Modernisierung weitgehend unberührt ist, wird vom Bergland von Fouta Djallon mit dessen zahlreichen Tafelbergen bestimmt. Sie ist geprägt durch die Vegetation des tropischen Trockenwalds. Die Einheimischen nützen das Land für den Anbau von Feldfrüchten, Früchten, Getreide und Mais. Die Tierzucht beschränkt sich auf Ziegen und Rinder.
Die Region Fouta Djallon und auch die Hauptstadt Labé sind touristisch kaum erschlossen. Grund dafür ist die ungenügend ausgebaute Infrastruktur, wie sie in Guinea üblich ist. Geteerte Straßen abseits der Hauptachsen, regelmäßige Stromversorgung und fließendes Trinkwasser sind in der Region eine Seltenheit.
Das Bergland reicht im Norden mit dem Dindéfelo-Hochland und den Nepen-Diakha-Bergen bis über die Grenze zwischen Guinea und Senegal. Diese Ausläufer des Fouta-Djallon-Berglandes sind zugleich die höchsten Erhebungen des Nachbarlandes.

## Bevölkerung
Das Gebiet wird hauptsächlich von Fulbe (Peul) bewohnt. Der Ful-Dialekt von Fouta Djallon gilt in Guinea als nationale Sprache. Im Gegensatz zu den meisten Fulbe sind die Fulbe des Fouta Djallon sesshaft geworden.

## Hydrologie

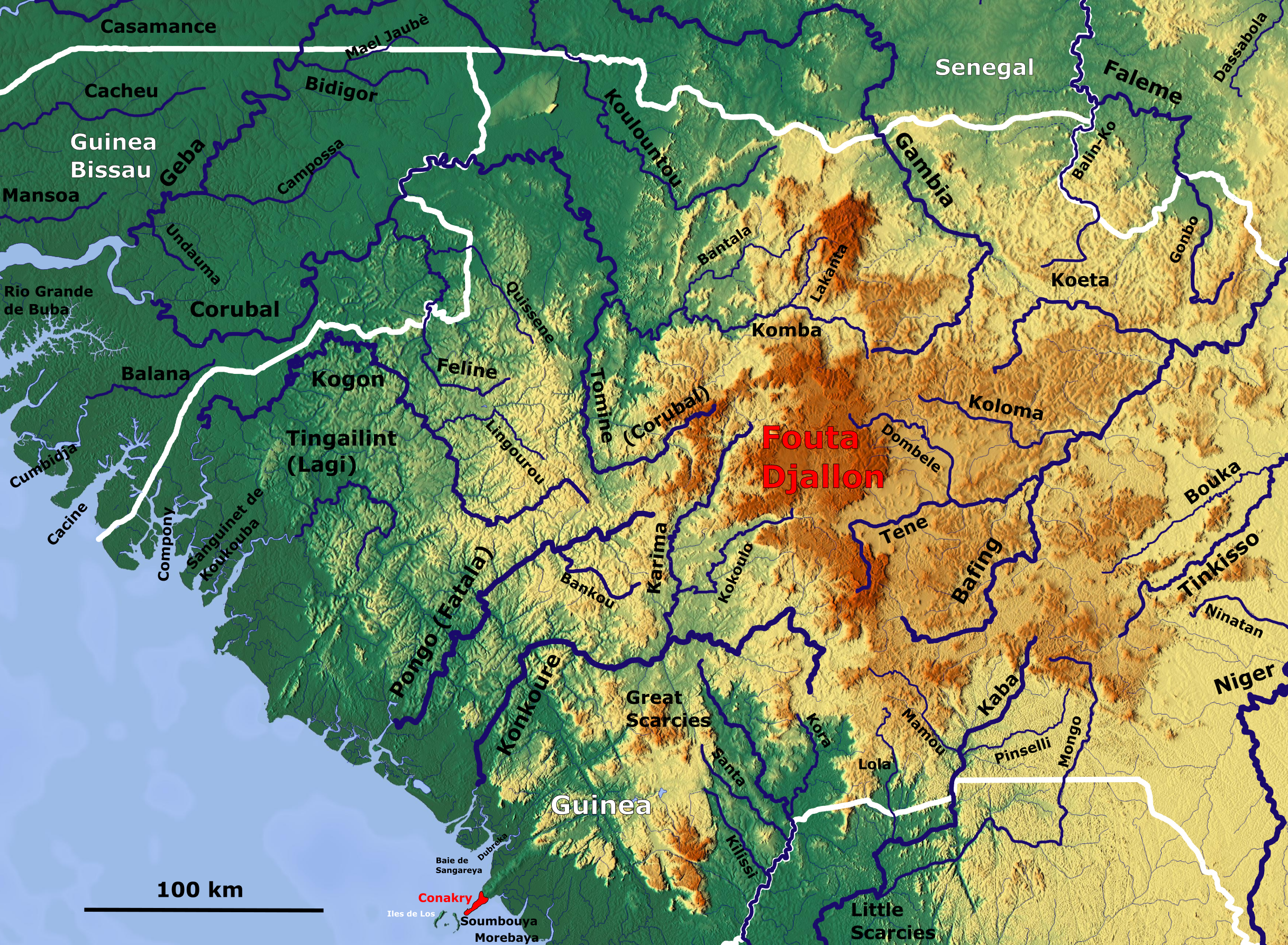
Karte des Fouta Djallon mit den wichtigsten Flüssen

Das Bergland von Fouta Djallon ist der „Wasserturm Westafrikas“. Hier entspringen die Flüsse Senegal (Bafing) und Gambia, die nach Norden fließen. Nach Westen ist es der Rio Corubal über Guinea-Bissau und der Konkouré nach Südwesten. Nach Süden, über Sierra Leone, ist es der Little Scarcies und nach Osten fließen Nebenflüsse des Niger, wie der Tinkisso.
Die Gewässer dienen zur Trinkwasserversorgung, Bewässerung und zunehmend auch zur Wasserkraftnutzung. Vom Niederschlagsreichtum der Regenzeit (1300 bis 1500 mm pro Jahr) leben Gebiete in Senegal, Mauretanien, Gambia, Mali, Niger und Nigeria. Insbesondere der Fluss Senegal profitiert von den hohen Niederschlägen im Bergland, da er in seinem weiteren Verlauf in der Sahelzone außerhalb der Regenzeit kaum weiteres Wasser dazu bekommt.

## Geschichte
Der Name Fouta Djallon stammt von den Dialonke, den ursprünglichen Bewohnern des Gebiets. Von zirka 1700 bis 1934 existierte das gleichnamige, von den Fulbe gegründete Reich von Fouta Djallon, das von Karamoko Alfa und Ibrahima Sori in einem Dschihad erobert wurde. Timbo, das 42 Kilometer nordöstlich von Mamou liegt, war der Sitz des Emirs und wurde 1896 von den Franzosen besetzt.

## Galerie

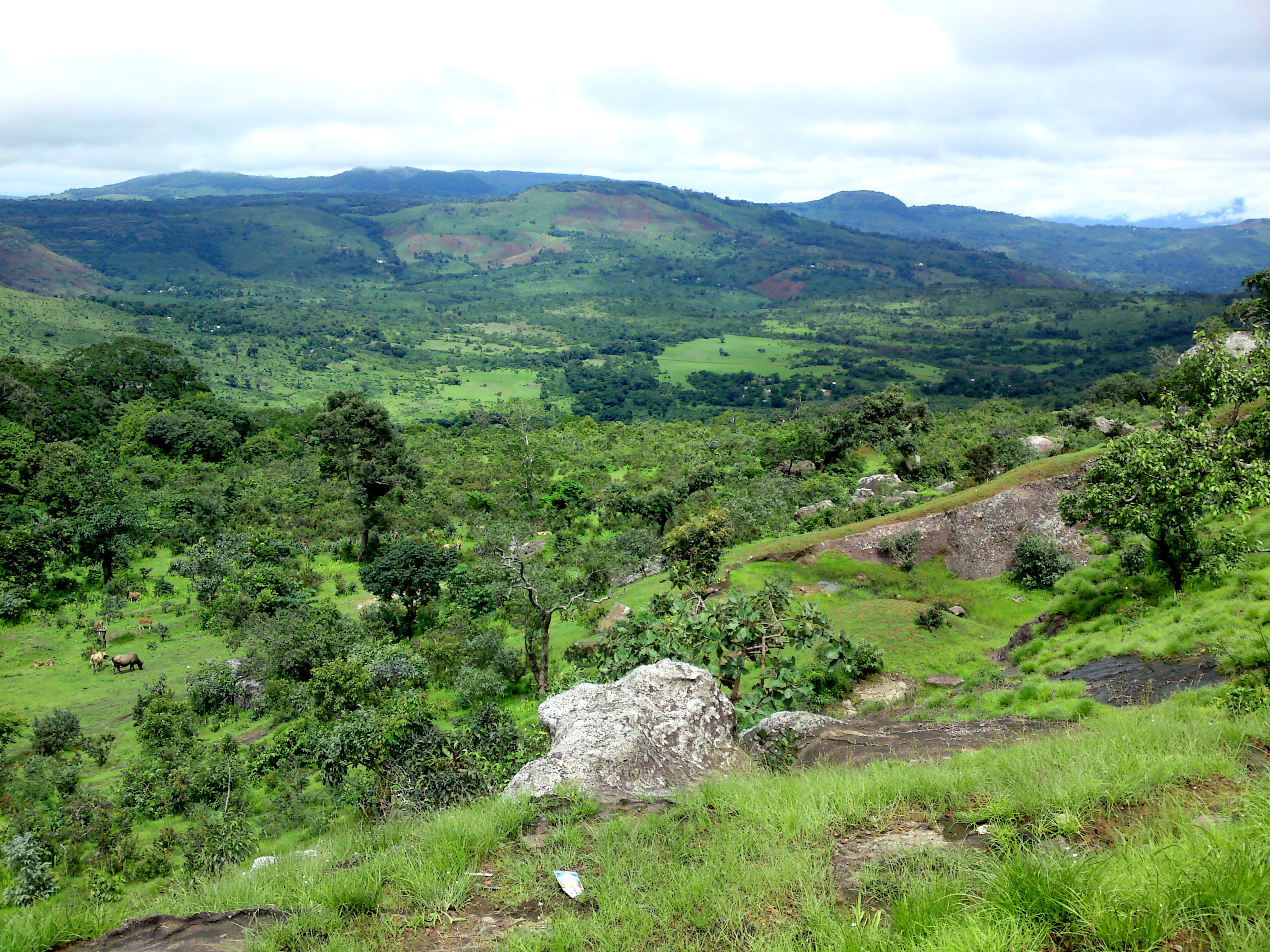
Petteh-Djiga-Felsen
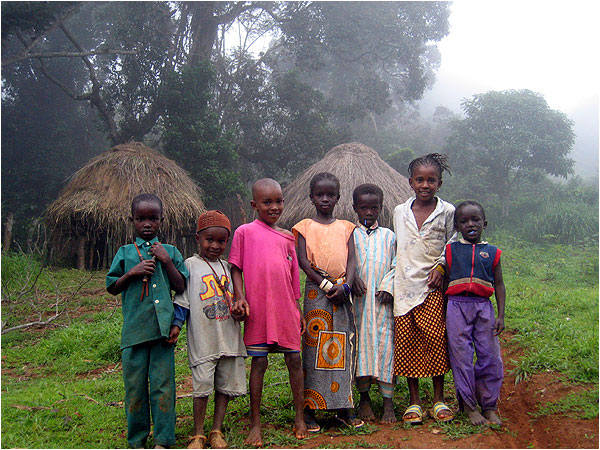
Fulbe-Kinder im Dorf Doucky